# Krylowo

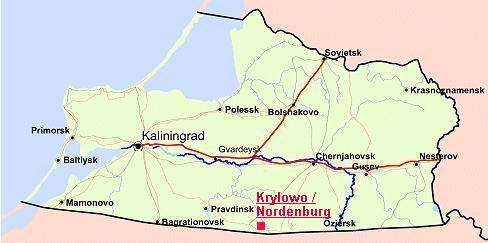
Geographische Lage

Krylowo (russisch Крылово, deutsch Nordenburg, litauisch Ašvėnai, polnisch Nordembork (Oświn)) ist eine Ortschaft in der russischen Oblast Kaliningrad im Rajon Prawdinsk mit 814 Einwohnern (Stand 1. Oktober 2021). Die Siedlung gehört seit 1. Januar 2016 zum Stadtkreis Prawdinsk (Правдинский городской округ).

## Geographische Lage
Der Ort befindet sich direkt nördlich der Grenze zu Polen und östlich von Schelesnodoroschny. Er liegt an der Putilowka (weiter in Polen als Oświnka; ehemals deutsch Swine, davor Aschwöne), die gut zwei Kilometer südlich bereits auf polnischem Territorium in den Oświn-See (ehemals Nordenburger See) mündet.

## Verkehr
In Krylowo treffen die von Kaliningrad kommende Regionalstraße 27A-028 (ex A 196) und die von Bolschakowo über Tschernjachowsk kommende Regionalstraße 27A-042 (ex A 197) zusammen und enden an der Grenze nach Polen.
Vor 1945 war Nordenburg Bahnstation an der Bahnstrecke Königsberg (Preußen) (Kaliningrad)–Löwenhagen (Komsomolsk)–Gerdauen (Schelesnodoroschny)–Angerburg (Węgorzewo). Außerdem endeten in Nordenburg zwei Kleinbahnlinien: die Linie (Insterburg (Tschernjachowsk)–) Warnascheln (1938–1945 Warnheide)–Nordenburg der Insterburger Kleinbahnen und die Linie (Rastenburg (Kętrzyn)–) Barten (Barciany)–Nordenburg der Rastenburger Kleinbahnen. Schienenverkehr gibt es in Krylowo heute nicht mehr.
Der Wasserturm am Bahnhof wurde 2020 renoviert.
An der in südöstlicher Richtung verlaufenden Trasse der ehemaligen Reichsstraße 131 ist die Errichtung eines Grenzübergangs zwischen Krylowo und dem polnischen Perły (ehem. Perlswalde) geplant.

## Siedlung Krylowo (Nordenburg)

### Geschichte

#### Frühgeschichte
Die Gegend um Nordenburg war bereits in frühgeschichtlicher Zeit besiedelt, wovon Streitäxte, Urnen und Skelette im Stadtgebiet zeugen, sowie ein Gräberfeld bei Werder, südlich der Stadt, am Nordenburger See. Eine prußische Burg befand sich auf dem Hexenberg von der Swine umflossen, etwa ein Kilometer nördlich der Stadt.
1336 soll der litauische Fürst Kęstutis in die Gegend eingefallen sein.

#### Deutschordensstaat
Auf dem Schlossberg wurde 1366 erstmals ein Wildhaus erwähnt, ebenfalls als Insel in der Swine. 1368 wurde dort die Burg Nordenburg des Deutschen Ordens errichtet und Kuno von Hattenstein als „Pfleger“ (Burgverwalter) genannt. Diese Burg wurde wahrscheinlich bald danach, noch vor der Schlacht bei Rudau 1370 durch Fürsten Kęstutis zerstört.
Zwischen 1374 und 1383 wurde eine Siedlung mit 30 Hufen durch Marschall Rüdiger von Elner an zehn prußische Freie belehnt. 1405 beauftragte Marschall Ulrich von Jungingen einen Lokator mit der Gründung einer Stadt. Am 24. Juli 1407 wurde das Stadtrecht durch Hochmeister Ulrich von Jungingen an den Schulzen Nitsche Döring verliehen, mit der niederen Gerichtsbarkeit. Es wurde in diesem Jahr auch ein Dominikanerkloster gegründet, das jedoch 1428 nach Gerdauen verlegt wurde. 1445 wurde der Ort Truntlag auf 60 Hufen gegründet, die die Bürger der Stadt an den Deutschen Orden zurückgegeben hatten.
Im Jahre 1469 wurde die Stadt „freierblich und ewiglich“ an die Brüder Georg und Christoph von Schlieben gegeben, als Ausgleich für bestehende Schulden des Orden. Diese benannten Christian von Schlieben als Lehnspatron. 1523 gab es einen Stadtbrand, der Ort ging in diesem Jahr an Dietrich von Schlieben, der auf dem Schlossberg ein Herrenhaus errichtete.

#### Herzogtum Preußen
Im Jahre 1564 gab es einen weiteren Stadtbrand. Im Jahre 1611 wurde ein Hospital durch Katharina von Schlieben, Ehefrau von Eustachius von Schlieben gestiftet, das bis 1945 existierte. Um 1631 ging nach deren Tod und dem Erlöschen des Nordenburger Zweiges der Familie der Besitz an die Stadt über.
Im Jahre 1695 beschädigte ein großes Unwetter Felder und Dächer, auch das der Kirche. Im Jahre 1705 brannte bei einem weiteren Stadtbrand auch die Kirche nieder. 1710 starben durch eine Pestepidemie etwa die Hälfte der Bevölkerung. Im Jahre 1714 wurde eine Garnison in die Stadt verlegt. Im Jahre 1718 wurde ein Streit um die Fischereigerechtigkeit zwischen der Stadt Nordenburg und Ernst Sigmund Graf von Schlieben-Birkenfeld gütlich beigelegt. Fortan durften die Nordenburger tagsüber, nicht jedoch nachts, in der Swine und auf dem Nordenburger See fischen.
Im Jahre 1757 wurde Nordenburg im Siebenjährigen Krieg durch russische Truppen besetzt.
In der Nacht vom 13. zum 14. Juni 1820 zerstörte ein Großbrand in Nordenburg 60 Häuser, darunter das Rathaus samt den Räumen des Magistrats mit allen Akten und des Stadtgerichts, dem Gefängnis und der Wohnung des Gefängniswärters, sowie 40 Wirtschaftsgebäude. Im Jahr darauf brannte es erneut, wobei 46 Wirtschaftsgebäude den Flammen zum Opfer fielen. Eine Choleraepidemie forderte 1852 in der Stadt 200 und 1861 noch einmal 150 Tote.

#### Deutsches Reich
Im Jahre 1898 wurde Nordenburg an die Eisenbahnstrecke nach Königsberg und Angerburg angeschlossen. Seit 1905 betrieb Fritz Jensen eine Dampfmühle als eine der ersten Werke, die Elektrizität in Ostpreußen erzeugten. Einige Haushalte wurden mit 110 Volt beliefert. Im August 1914 wurde Nordenburg gleich zu Beginn des Ersten Weltkrieges von russischen Truppen besetzt. Ein großer Teil der Bevölkerung floh. Vom 10. bis 13. September wohnten dann der deutsche General von Hindenburg und Generalstabschef von Ludendorff im Postgebäude von Nordenburg. Im Jahre 1928 wurden die Ortschaften Truntlack und Werder aus dem bisherigen Amtsbezirk Truntlack (der seit 1874 bestand) nach Nordenburg eingemeindet.

#### Volksrepublik Polen
Die Stadt blieb im und auch nach dem Ende des Zweiten Weltkriegs zunächst unzerstört und fiel der Sowjetarmee am 25. Januar 1945 auch nahezu unbeschädigt in die Hände. Zunächst wurde die Stadt von der Sowjetunion
der Volksrepublik Polen zur Verwaltung überlassen; die polnische Zivilverwaltung verwaltete sie
unter dem polnischen Namen Nordembork (Oświn). Im Spätsommer bzw. Frühherbst des Jahres 1945 änderte die Sowjetunion ihre ursprünglichen Pläne und vorschob die Grenze in Richtung Süden, so dass die Stadt unter sowjetische Verwaltung kam. Die bereits zugewanderten polnischen Neusiedler sowie die polnische Zivilverwaltung wurden kurzfristig wieder ausgewiesen. Die Grenzkorrektur geschah offenbar, weil die sowjetischen Militärs auf die Kontrolle der strategisch wichtigen Kreuzung der ehemaligen Reichsstraßen 131 und 139 nicht verzichten wollten. Der südlichste Punkt des jetzigen Kaliningrader Gebietes befindet sich tatsächlich gerade einmal gut sechs Kilometer westlich der Stadt. Nach erfolgter Grenzkorrektur zündeten die zugewanderten und wieder ausgewiesenen polnischen Siedler oder Soldaten die ganze Altstadt an und vernichteten diese.

#### Oblast Kaliningrad
Aufgrund dieser umfassenden Zerstörungen verlor Nordenburg im weiteren Verlauf auch den Status einer Stadt. Die Reste der Häuser der Altstadt wurden bald abgetragen. Ein Wiederaufbau erfolgte nicht, da sich die Altstadt größtenteils im direkten polnisch-sowjetischen Grenzgebiet befand und damit im auch zu Warschauer-Pakt-Zeiten stark militärisch gesicherten Bereich lag. Nur die Turmruine der Ordenskirche ist zurzeit noch erhalten.
Nach der Ausweisung der polnischen Verwaltung Ende 1945 wurde der polnische Name Nordembork (Oświn) wieder geändert und zunächst in Норденбург (Nordenburg) zurückbenannt. Im Jahr 1950 erfolgte die Umbenennung in Krylowo. Es ist offenbar unklar, ob diese Umbenennung nach dem russischen Fabeldichter Iwan Andrejewitsch Krylow oder dem sowjetischen Marschall Nikolai Iwanowitsch Krylow erfolgte. Zunächst gehörte die Siedlung zum Dorfsowjet Podlipowski (Hohenlindenberg) im Rajon Schelesnodoroschny. Später (vor 1967) wurde Krylowo Sitz dieses Dorfsowjets, der seit 1963 zum Rajon Prawdinsk gehörte. Seit 2004 gehört Krylowo zur städtischen Gemeinde Schelesnodoroschnoje.

### Demographie
| Jahr | Einwohner | Anmerkungen |
| ---- | --------- | --- |
| 1768 | 1329      | [ 11 ] |
| 1783 | 1300      | Stadt, Einwohner betreiben Ackerbau und die üblichen städtischen Gewerbe                                                                                  |
| 1798 | 1638      | [ 11 ] |
| 1802 | 1735      | Stadt |
| 1810 | 1554      | Stadt |
| 1813 | 1496      | am Jahresende |
| 1816 | 1785      | Stadt, davon 1777 Evangelische und acht Katholiken |
| 1818 | 1493      | [ 14 ] |
| 1819 | 1706      | am Jahresende |
| 1821 | 1877      | Stadt, mit 194 Privatwohnhäusern |
| 1828 | 2128      | [ 11 ] |
| 1831 | 2136      | Stadt, mit einer evangelischen Kirche, einem Stadtgericht und der Garnison einer Invaliden-Abteilung, Einwohner der Stadt betreiben größtenteils Ackerbau |
| 1858 | 2401      | Stadt, davon 2338 Evangelische, sechs Katholiken und 57 Juden                                                                                             |
| 1864 | 2694      | am 3. Dezember |
| 1871 | 2714      | am 1. Dezember |
| 1875 | 2547      | am 1. Dezember |
| 1880 | 2515      | [ 19 ] |
| 1890 | 2251      | davon 14 Katholiken und 69 Juden |
| 1900 | 2991      | Stadt, mit einer evangelischen Kirche, einer Synagoge, einem Waisenhaus und einem Amtsgericht, meist evangelische Einwohner                               |
| 1910 | 2149      | Stadt, am 1. Dezember |
| 1933 | 3100      | [ 19 ] |
| 1939 | 3173      | [ 19 ] |

| Jahr      | 2002 | 2010 | 2021 |
| --------- | ---- | ---- | ---- |
| Einwohner | 756  | 785  | 814  |

### Wappen

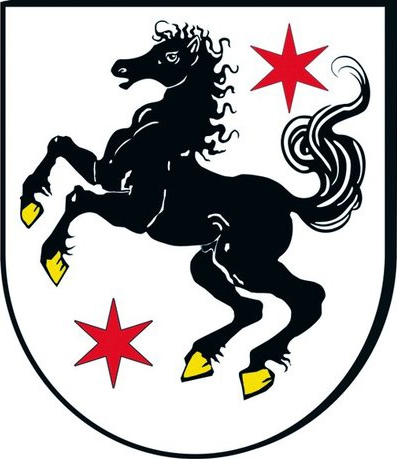
Historisches Wappen

Blasonierung: „In Silber ein bäumendes, lediges, schwarzes Ross, links oben und rechts unten begleitet von je einem roten Stern.“
So das wohl gleich nach der Gründung der Stadt im Jahre 1405 gestochene SIGILLVM CIVITATIS NORDENBURG. Dessen Stempel wurde bis weit ins 18. Jahrhundert ununterbrochen gebraucht.
Auch im heutigen Krylowo ist das Wappen noch präsent.

### Medien
Bis 1945 erschien für die Stadt und das Umland die Nordenburger Zeitung, welche nachweislich mindestens bereits seit 1876 erschienen ist. Als eigenständige Zeitung hat das Blatt selbst nur wenige Jahre bestanden und wurde nach Ende der Eigenständigkeit ein Ableger der Gerdauener Zeitung aus der nahegelegenen Kreisstadt Gerdauen. Der Name "Nordenburger Zeitung" wurde beibehalten, obwohl die Zeitung mit Ausnahme eines Lokalteils inhaltlich deckungsgleich mit der Gerdauener Zeitung war.

### Einrichtungen
In Krylowo befindet sich eine große Einrichtung für Menschen mit Behinderung.

### Sehenswürdigkeiten
- Turmruine der Pfarrkirche, welche gleichzeitig das einzig erhaltene Bauwerk der einstigen Altstadt ist[26]
- Von der Altstadt selber sind noch Pflasterungen der einstigen Straßen, teilweise auch Treppenaufgänge und Fundamente der abgetragenen Gebäude sichtbar.
- der Wasserturm
- Vielzahl alter Gebäude aus der Zeit vor 1945 an der ehemaligen Insterburger Straße, welche noch immer die ursprüngliche Kopfsteinpflasterung aufweist

### Kirche

#### Pfarrkirche
Von der im Jahre 1705 erbauten evangelischen Pfarrkirche sind seit 1945 nur noch der Turm und Ruinenreste vorhanden.

#### Kirchengemeinde
Die Bevölkerung der Stadt Nordenburg war vor 1945 fast ausnahmslos evangelischer Konfession. Eine evangelische Kirchengemeinde gab es seit Einführung der Reformation. Zuletzt war die Pfarrei Nordenburg in den Kirchenkreis Gerdauen (russisch: Schelesnodoroschny) innerhalb der Kirchenprovinz Ostpreußen der Kirche der Altpreußischen Union eingegliedert.
Seit 1945 gibt es in Krylowo keine evangelische Gemeinde mehr. Der Ort gehört jetzt zur Kirchenregion Tschernjachowsk (Insterburg) innerhalb der Propstei Kaliningrad in der Evangelisch-Lutherischen Kirche Europäisches Russland (ELKER).

#### Kirchspiel
Bis 1945 betreuten die Pfarrer in Nordenburg ein sehr weitläufiges Kirchspiel mit mehr als 50 Ortschaften. Die Pfarrbezirke waren in Nordenburg-Stadt und Nordenburg-Land unterteilt. Heute durchschneidet die russisch-polnische Staatsgrenze das Gebiet des ehemaligen Kirchspiels Nordenburg, wobei etwa ein Drittel auf polnischer, zwei Drittel auf russischer Seite liegen:
| Ehemaliger Name                           | Heutiger Name  | Ehemaliger Name                                    | Heutiger Name |
| ----------------------------------------- | -------------- | -------------------------------------------------- | ------------- |
| Abelischken 1938–45: Ilmenhorst           | Belkino        | Langental                                          |               |
| Adolfshof                                 | Goszczewo      | Lieskendorf                                        | Liskino       |
| Adolfschlieben                            |                | Mally Park 1938–39: Schönheim, 1939–45: Burgsdorff | Pawlinowo     |
| Adolfswalde                               | Danilowo       | Mazurhöfchen                                       | Mazurkowo     |
| Ahrau                                     |                | Neu Bajohren 1938–45: Neublankenfelde              |               |
| Bajohrental 1938–45: Blankental           | Bajorki        | Nordenburg                                         | Krylowo       |
| Bajohrenwalde 1938–45: Blankenwalde       | Bajorski Gaj   | Nordenthal                                         | Nekrassowka   |
| Bergenthal                                | Zielony Ostrów | Oschkin 1938–45: Oschern                           | Korolenkowo   |
| Birkenfeld                                | Brzeźnica      | Ottoshof                                           |               |
| Birkenkrug                                |                | Plaitil 1938–45: Plattau                           | Tarassowo     |
| Blendowen 1938–45: Blendau                | Barejewka      | Plikow 1938–46: Plickau                            | Schewzowo     |
| Bräsigswalde                              |                | Raude                                              |               |
| Ellernbruch                               | Watutino       | Raudischken 1938–45: Raudingen                     | Rudziszki     |
| Friedenshof                               | Wyskok         | Reuschenfeld                                       |               |
| Friedrichsflur                            | Aralowo        | Sandelsruh 1938–45: Nordenhof                      |               |
| Gendrinn 1938–45: Gendern                 | Wschody        | Sawadden 1938–45: Bruchort                         | Sawidowo      |
| Groß Bajohren 1938–45: Großblankenfelde   | Bajory Wielkie | Sechserben                                         | Kałki         |
| Groß Pentlack 1928–50: Pentlack           | Kamenka        | Sophienwalde 1910–45: Katzborn                     | Makejewka     |
| Grünhagen                                 | Grebnoje       | Sutzken 1938–45: Sutzen                            | Suczki        |
| Hochlindenberg                            | Podlipowo      | Treuhof                                            |               |
| Karlsburg                                 |                | Trotczin 1938–45: Trotzenau                        | Ostrowki      |
| Klarahof                                  | Przybki        | Truntlack                                          |               |
| Klein Bajohren 1938–45: Kleinblankenfelde | Bajory Małe    | Waldau                                             | Przylasek     |
| Klein Pentlack                            | Sergejewka     | Waldhof                                            | Pasternak     |
| Korellen                                  |                | Werder                                             |               |
| Kurkowken 1938–45: Kurkau                 |                | Wilhelmssorge                                      | Garschino     |
| Langenfeld                                |                |                                                    |               |

#### Pfarrer
Seit der Reformation versorgten bis 1945 zwei Geistliche das Kirchspiel. Der zweite Pfarrer („Diakonus“ genannt) predigte auch auf Polnisch und Litauisch:
- N.N., bis 1530
- Gregorius Pauli, 1560–1685
- Balthasar Klein, bis 1598
- Adam Lazarai, bis 1625
- Christoph Bartsch, 1599–1625
- Johann Crasnerus, ab 1630
- Reinhold Roberti, 1636–1651
- Melchior Metner, 1639–1649
- Abraham Werner, 1650–1653
- Jacob Großjohann d. Ä., 1654–1690
- George Mexius, 1668
- Jacob großjohann d. J., 1688–1694
- George Mrosovius, 1682–1694
- Johann Görcke, 1694–1718
- Johann Korsch, 1694–1723
- Georg Jacob Großjohann, 1718–1727
- Michael Sack, 1723–1734
- Daniel Jeglinski, 1728–1743
- Friedrich Sigismund Schmidt, 1735–1775
- George Friedrich Gazali, 1744–1745
- Michael Albrecht Jerzemski,1747–1769
- Gottfried Kuspiel, 1769–1780
- Heinrich Skopnick, 1775–1781
- Ludwig Valentin Schusterus, 1780–1795
- Johann Jacob Jerosch, 1782–1802
- Johann Wilhelm Lindeau, ab 1795
- Emil Rudolf Samuel Schepke, 1831–1867
- Eduard Wilhelm Mensing, 1841–1857
- Benjamin Carl Macht, bis 1863
- Carl Eugen Winkler, 1863–1866
- Bernhard Julius Theodor Hoppe, 1866–1875
- Philipp Friedrich Julius F. Pichler, 1868–1886
- Paul Ernst F. Wundsch, 1876–1886
- August Chr. P. Walsdorf, 1887–1897
- Ernst G. F. Messerschmidt, 1889–1924
- Emil Julius Reiter, 1897–1905
- Josef Laudien, 1905–1906
- Johannes Seemann, 1907–1909
- Paul Knapp, 1909–1913
- Alfred Kaminsky, 1914–1945
- Hans Georg Weiß, 1919–1930
- Paul Terpitz, 1930–1945

## Dorfsowjet/Dorfbezirk Krylowski (1947–)2004
Der Dorfsowjet wurde im Juni 1947 als Podlipowski selski Sowet (ru. Подлиповский сельский Совет) zunächst im Rajon Prawdinsk eingerichtet. Im Juli 1947 wurde er dann in den neu gebildeten Rajon Schelesnodoroschny eingeordnet. Sein Verwaltungssitz war zunächst die Siedlung Podlipowo (Hochlindenberg). Nach der Auflösung des Rajons Schelesnodoroschny Ende 1962 gelangte der Dorfsowjet (wieder) in den Rajon Prawdinsk. Vor 1968 wurde die Verwaltung nach Krylowo verlegt. Im Jahr 1972 wurde auch der Name des Dorfsowjets entsprechend zu Krylowski selski Sowet (ru. Крыловский сельский Совет) geändert. Nach dem Zerfall der Sowjetunion bestand die Verwaltungseinheit als Dorfbezirk Krylowski selski okrug (ru. Крыловский сельский округ). Die sich Ende 2004 noch im Dorfbezirk befindlichen sechzehn Siedlungen wurden im Rahmen der kommunalen Selbstverwaltung dann auf die Landgemeinde Mosyrskoje selskoje posselenije und die städtische Gemeinde Schelesnodoroschnoje gorodskoje posselenije verteilt.
| Ortsname                          | Name bis 1947/50                           | Bemerkungen |
| --------------------------------- | ------------------------------------------ | --- |
| Aralowo (Аралово)                 | Friedrichsflur                             | Der Ort wurde 1950 umbenannt und vor 1975 verlassen.                                                              |
| Barejewka (Бареевка)              | Blendowen, 1938–1945 "Blendau"             | Der Ort wurde 1950 umbenannt und vor 1975 verlassen.                                                              |
| Belkino (Белкино)                 | Abelischken, 1938–1945 "Ilmenhorst"        | Der Ort wurde 1947 umbenannt.                                                                                     |
| Danilino (Данилино)               | Adolfswalde                                | Der Ort wurde 1950 umbenannt und vor 1975 verlassen.                                                              |
| Degtjarjowo (Дегтярёво)           | Damerau                                    | Der Ort wurde 1950 umbenannt und vor 1988 verlassen.                                                              |
| Golowkowo (Головково)             | Hedwigsfelde                               | Der Ort wurde 1950 umbenannt und vor 1975 verlassen.                                                              |
| Grebnoje (Гребное)                | Grünhagen                                  | Der Ort wurde 1950 umbenannt.                                                                                     |
| Kachowskoje (Каховское)           | bei Schiffuß                               | Der Ort wurde 1950 umbenannt und vor 1975 verlassen.                                                              |
| Kamenka (Каменка)                 | Pentlack                                   | Der Ort wurde 1950 umbenannt.                                                                                     |
| Kotschkino (Кочкино)              | Popowken, 1938–1945 "Neusobrost"           | Der Ort wurde 1947 umbenannt.                                                                                     |
| Kotschubejewo (Кочубеево)         | Agonken, 1938–1945 "Altsiedel"             | Der Ort wurde 1950 umbenannt.                                                                                     |
| Korolenkowo (Короленково)         | Oschkin, 1938–1945 "Oschern"               | Der Ort wurde 1950 umbenannt.                                                                                     |
| Krasnaja Poljana (Красная Поляна) | bei Ellernbruch                            | Der Ort wurde 1950 umbenannt und vor 1988 verlassen.                                                              |
| Krupskoje (Крупское)              | Bawien (Forsthaus), 1938–1945 "Baudenwald" | Der Ort wurde 1950 umbenannt und vor 1975 verlassen.                                                              |
| Krylowo (Крылово)                 | Nordenburg                                 | Der Ort wurde 1950 umbenannt und wurde vor 1968 neuer Verwaltungssitz.                                            |
| Kulibino (Кулибино)               | Groß Dwillin, 1938–1945 "Großwillingen"    | Der Ort wurde 1950 umbenannt und vor 1975 verlassen.                                                              |
| Liskino (Лискино)                 | Lieskendorf                                | Der Ort wurde 1947 umbenannt.                                                                                     |
| Makejewka (Макеевка)              | Katzborn                                   | Der Ort wurde 1950 umbenannt und 1997 aus dem Ortsregister gestrichen.                                            |
| Malejewo (Малеево)                | Klein Dwillin, 1938–1945 "Kleinwillingen"  | Der Ort wurde 1950 umbenannt und vor 1975 verlassen.                                                              |
| Malodworki (Малодворки)           | Sechshuben                                 | Der Ort wurde 1947 umbenannt.                                                                                     |
| Nekrassowka (Некрасовка)          | Nordenthal                                 | Der Ort wurde 1947 umbenannt:                                                                                     |
| Nowoslobodka (Новослободка)       | Lieskendorf                                | Der Ort wurde 1947 umbenannt und vor 1988 verlassen.                                                              |
| Obilnoje (Обилное)                | Klein Sobrost                              | Der Ort wurde 1950 umbenannt und vor 1975 verlassen.                                                              |
| Ostrowki (Островки)               | Trotszin, 1938–1945 "Trotzenau"            | Der Ort wurde 1947 umbenannt und vor 1988 verlassen.                                                              |
| Panfilowo (Панфилово)             | Klonofken, 1938–1945 "Dreimühl"            | Der Ort wurde 1950 umbenannt.                                                                                     |
| Pawlinowo (Павлиново)             | Mally Park, 1939–1945 "Burgsdorff"         | Der Ort wurde 1950 umbenannt und verlor vor 1975 seine Eigenständigkeit.                                          |
| Podlipowo (Подлипово)             | Hochlindenberg                             | Der Ort wurde 1947 umbenannt und war bis vor 1968 der Verwaltungssitz sowie bis 1972 Namensgeber des Dorfsowjets. |
| Puschkinskoje (Пушкинское)        | Wesselowen, 1938–1945 "Wesselau"           | Der Ort wurde 1947 umbenannt und vor 1988 verlassen.                                                              |
| Saretschenskoje (Зареченское)     | Groß Sobrost                               | Der Ort wurde 1947 umbenannt.                                                                                     |
| Sawidowo (Завидово)               | Sawadden, 1938–1945 "Bruchort"             | Der Ort wurde 1947 umbenannt und vermutlich vor 1988 an den Ort Nekrassowka angeschlossen.                        |
| Schewzowo (Шевцово)               | Plikow, 1938–1945 "Plickau"                | Der Ort wurde 1950 umbenannt.                                                                                     |
| Sergejewka (Сергеевка)            | Klein Pentlack                             | Der Ort wurde 1950 umbenannt.                                                                                     |
| Smolnoje (Смольное)               | Charlottenburg                             | Der Ort wurde 1950 umbenannt.                                                                                     |
| Stepanowo (Степаново)             | Klarahof                                   | Der Ort wurde 1950 umbenannt und vor 1975 verlassen.                                                              |
| Tarassowo (Тарасово)              | Plaitil, 1938–1945 "Plattau"               | Der Ort wurde 1950 umbenannt und vor 1975 verlassen.                                                              |
| Tscherkassowka (Черкасовка)       | Wickerau                                   | Der Ort wurde 1950 umbenannt und vor 1988 verlassen.                                                              |
| Wasnezowo (Васнецово)             | Franzenshof                                | Der Ort wurde 1950 umbenannt und vor 1975 verlassen.                                                              |
| Watutino (Ватутино)               | Ellernbruch                                | Der Ort wurde 1947 umbenannt und vor 1988 verlassen.                                                              |
| Wschody (Всходы)                  | Gendrinn                                   | Der Ort wurde 1950 umbenannt und vor 1975 verlassen.                                                              |

Die beiden im Jahr 1950 umbenannten Orte Sewerny (Mulk) und Simowskoje (Schönwiese) wurden ebenfalls zunächst in den Podlipowski selski Sowet eingeordnet, kamen dann (vor 1975) aber zum Mosyrski selski Sowet.

## Persönlichkeiten
- Franz Verdier, eigentlich Franz Schulz (* 1869 in Wesselowen; † 1938 in Berlin), Schauspieler und Theaterleiter

## Schrifttum
- Nordenburg, Stadt, unweit des Nordenburger Sees, Kreis Gerdauen, Regierungsbezirk Königsberg, Provinz Ostpreußen, mit Eintrag aus Meyers Orts- und Verkehrslexikon, Ausgabe 1912, sowie einer historischen Landkarte der Umgebung von Nordenburg (meyersgaz.org).
- Werner K. Aus der Geschichte der Stadt, in: Der Kreis Gerdauen. Ein ostpreußisches Heimatbuch / Zusammengest. und bearb. von O.-W. Bachor. 2. Aufl. (Ostdeutsche Beiträge aus dem Göttinger Arbeitskreis. Bd. XLIII). Würzburg, 1968. S. 112–117.
- Rousselle M. Das Siedlungswerk des Deutschen Ordens im Lande Gerdauen, in: Altpreußische Forschungen. Jg. 6. 1929. S. 220–255 (auch im Heimatbuch «Der Kreis Gerdauen» (S. 9–37) nachgedruckt; die wissenschaftlichen Anmerkungen der ursprünglichen Publikation sind jedoch weggelassen).
- Frederichs H. Nordenburg, Kr. Gerdauen, in: Deutsches Städtebuch / Hrsg. von E. Keyser. Bd. I. Nordostdeutschland. Stuttgart – Berlin, 1939. S. 90.
- Eine verlorene Kultur: Kirchspiel Nordenburg, Ostpreußen / Zsgest. und bearb. von M. Hansen mit Unterstützung von I. Dauter. Langballigholz, 2000. S. 13–17.
- Рогачевский А.Л. Очерки по истории права Пруссии XIII–XVII вв.: (По материалам рукописных собраний Берлина и Санкт-Петербурга). [Alexander Rogatschewski, Beiträge zur preußischen Rechtsgeschichte des 13. bis 17. Jahrhunderts (Anhand der Berliner und St. Petersburger Handschriftensammlungen)]. St. Petersburg: Издательство Юридического института, 2004, mit dt. Zusammenfassung. ISBN 5-86247-040-9. (Das Buch umfasst u. a. einen Umriss der Stadtgeschichte bis zum Ende des 17. Jh. und eine Reihe der Nordenburger Urkunden aus dem Geheimen Staatsarchiv Preußischer Kulturbesitz von 1370–1692 mit den russischen Übersetzungen derselben und ausführlichen Kommentarien dazu).